# Dem deutschen Volke

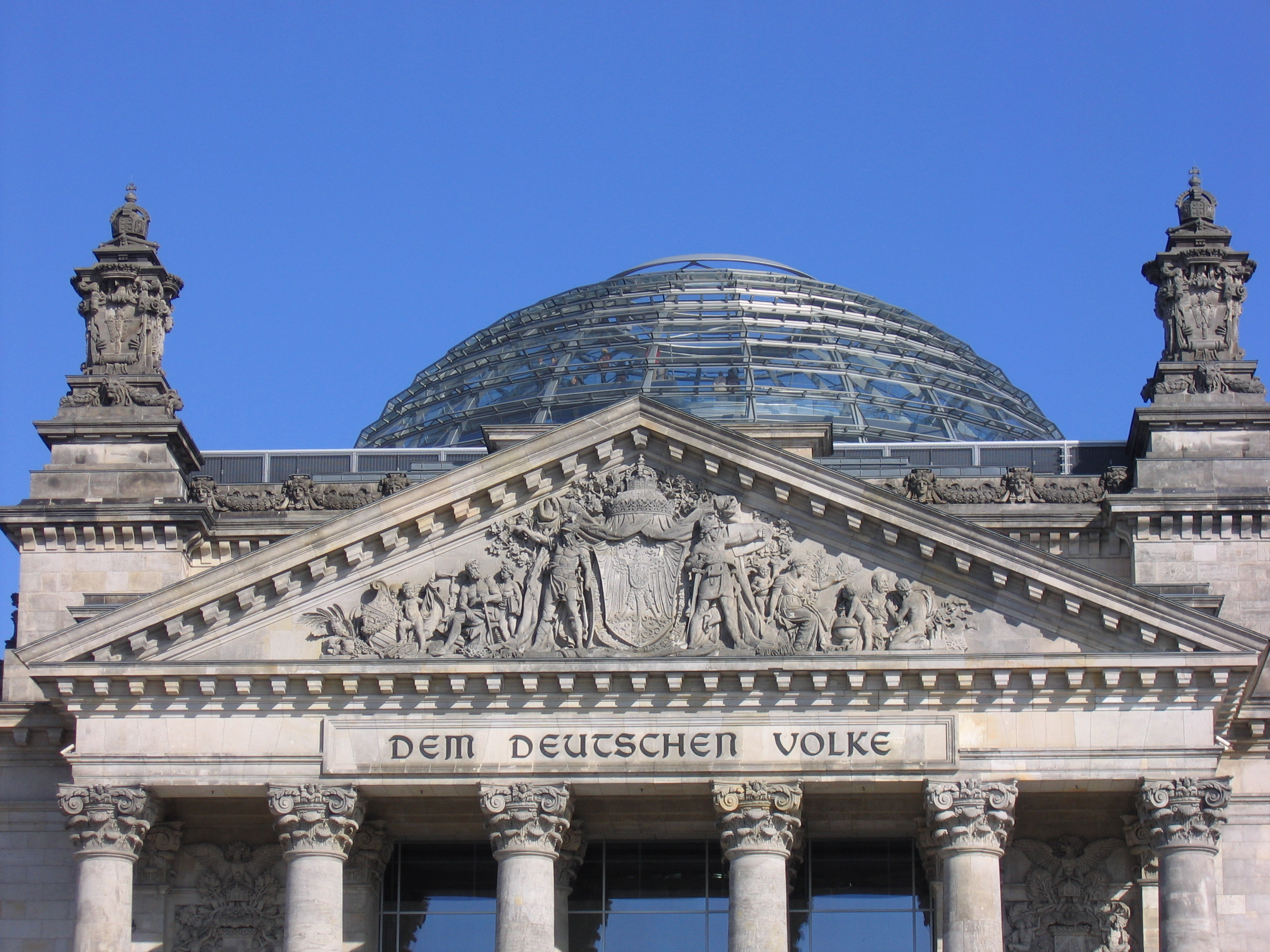
Pignon avec l'inscription sur le bâtiment du Reichstag

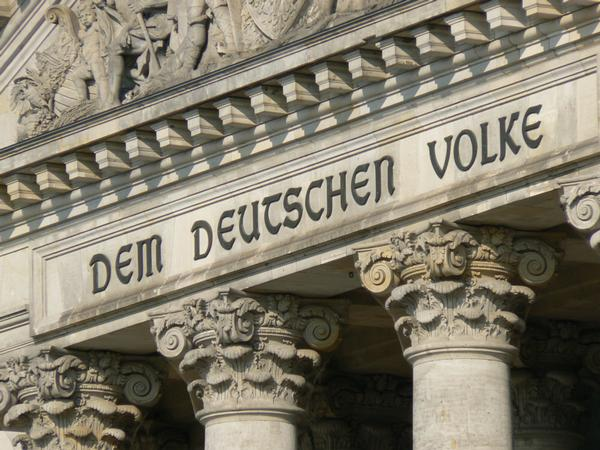
Détail de l'inscription

Dem deutschen Volke (en français : Au peuple allemand) est l’inscription lapidaire de 16 mètres de large sur l'architrave au-dessus du portail ouest du Palais du Reichstag à Berlin. Les lettres de 60 centimètres de haut sont fabriquées à partir de canons fondus dans une police spécialement conçue par Peter Behrens sont appliquées en 1916 après plusieurs désaccords sur le contenu de l'inscription du bâtiment.

## Histoire de l'inscription

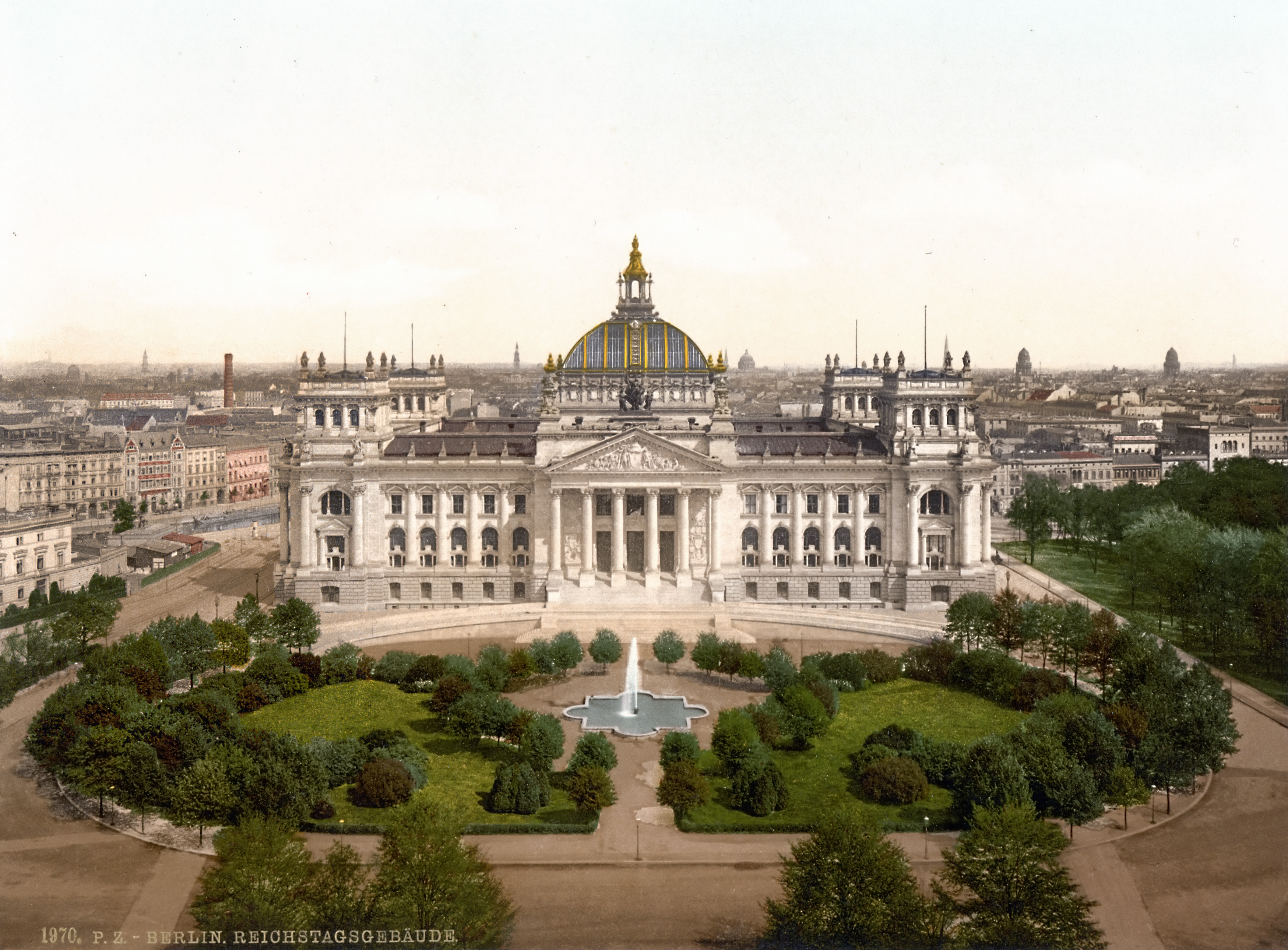
Le Reichstag vers 1900 sans inscription vu de loin

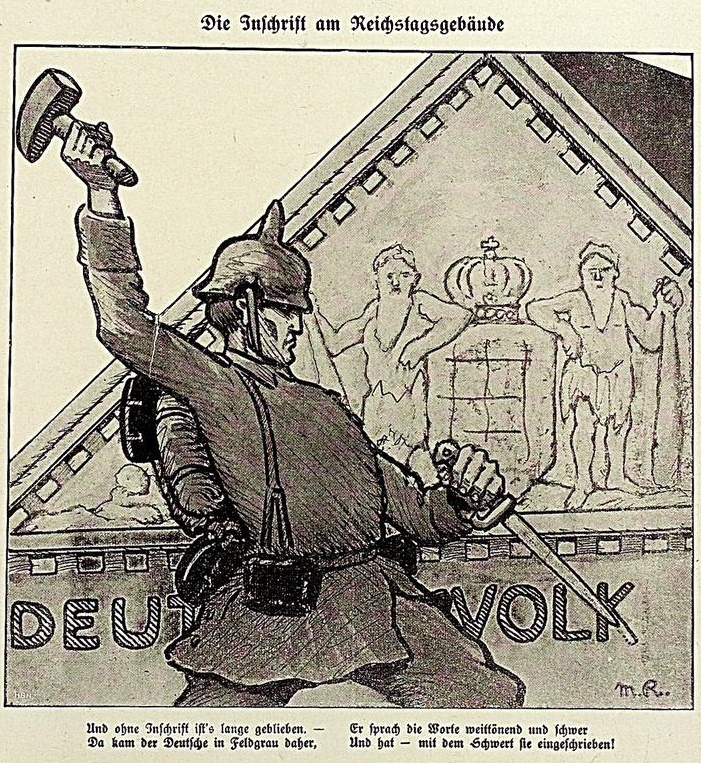
Magazine Kladderadatsch
du 12 septembre 1915

Le Reichstag endommagé, 1945

L'architecte Paul Wallot choisit l'inscription sur le pignon Dem deutsche Volke comme signature au bâtiment du Reichstag qu'il conçoit et achève en 1894, ce qui a déclenché un débat au parlement et dans la presse. Le Berliner Lokal-Anzeiger nomme le plan : « naïf, presque comique » car le propriétaire de la maison est le bâtisseur,. Selon le politologue Klaus von Beyme, Kaiser Wilhelm rejette le tournant parce qu'il honore la souveraineté populaire. Un certain nombre de contre-idées sont avancées : la Commission du bâtiment du Reichstag propose « Dem Deutschen Reiche ». L'historien de l'art Bernd Roeck estime que la proposition de Wilhelm est une devise pour un bâtiment qui doit « apprivoiser, discipliner, au moins intégrer ». Le 1er décembre 1894, le représentant Friedrich von Payer aborde le sujet de l'inscription dans un discours du Reichstag et critique le fait que son absence n'est pas propice à l'unité. Il soupçonne que l'absence est due aux sensibilités du Bundesrat et suggère d'inscrire : « Dem deutschen Volke und seinem hehren Bundesrat ».

Les journaux aborde également le sujet le sujet :

« Dagegen wird überall der Umstand besprochen, daß auf dem Bande, welches sich über dem Hauptportale an der prächtigen Freitreppe hinzieht, jegliche Inschrift fehlt. Der Baumeister wollte ursprünglich die Inschrift hinsetzen: ‚Dem deutschen Volke.‘ Die Baucommission des Reichstages hatte diese Inschrift gutgeheißen; sie gehörte in den Bauplan des Hauses und, verfassungsmäßig gedacht, gab es keine Autorität, welche das Recht gehabt hätte, diesen Beschluß umzustoßen oder zu ignoriren, es sei denn der Reichstag selbst. Trotzdem ist die Inschrift nicht angebracht worden, und das Band starrt den Beschauer in öder Leere an. Die antisemitischen Blätter sehen in der Leere ein böses Zeichen; sie verlangen, wenn schon die Worte ‚Dem deutschen Volke‘ Anstoß erregen sollten, so möge man schreiben: ‚‘Dem Wohl des deutschen Volkes‘ oder ‚Für das deutsche Volk‘; andere Blätter rathen boshaft, man möge schreiben: ‚Dem deutschen Heere‘. Die Socialdemokratie höhnt, es sei gut, daß der Platz freigeblieben sei, man könne dann einstmals hinaufschreiben : ‚Freiheit, Gleichheit, Brüderlichkeit!‘ »

— Ironische Notiz in Das Vaterland vom 8. Dezember 1894
Le Berliner Lokal-Anzeiger suggère moqueusement comme nom : « La presse allemande ». 
Bernd Roeck décrit comme un « signe d'identité floue » et voit donc le Reichstag de l'époque comme un « emblème sans devise ». Pour l'historienne Heiko Bollmeyer, une telle inscription aurait ouvert la possibilité de « développer une image de soi parlementaire indépendante et propre ». Jusqu'au début de la Première Guerre mondiale, le débat journalistique se poursuit avec diverses propositions d'inscription avec plus ou moins d'intensité. En 1915, le sous-secrétaire d'État à la chancellerie du Reich, Arnold Wahnschaffe, relance la question dans une lettre au chef du cabinet civil, Rudolf von Valentini. Wahnschaffe dans laquelle il exprime sa crainte qu'à chaque jour de guerre supplémentaire, le Kaiser perde le soutien du peuple; en attachant l'inscription, il peut faire quelque chose contre cette perte de loyauté. Guillaume II  dit : « qu'il ne donnerait en aucun cas une autorisation expresse, mais que si la Commission des décorations du Reichstag décide d'apposer l'inscription, il n'aurait aucune objection ». Le lendemain, le président du Reichstag, Johannes Kaempf, prononce son discours de clôture fin août 1915 avant l'ajournement au 30 août. Novembre a annoncé la décision de commander l'inscription. 

Avant sa mise en ligne en septembre 1915, le magazine politico-satirique Kladderadatsch écrit : 

« Und ohne Inschrift ist’s lange geblieben –
 Da kam der Deutsche in Feldgrau daher,
 Er sprach die Worte weittönend und schwer
 Und hat – mit dem Schwert sie eingeschrieben. »

Il y a aussi des désaccords concernant la police de caractères de l'inscription : alors que certains prônent une police de caractère souvent utilisées, d'autres voulaient voir l'écriture allemande Fraktur sur le Reichstag allemand.  Le fabricant de papeterie Friedrich Soennecken a publié son avis sur la bonne police de caractères dans une brochure. Le secrétaire d'État à l'Intérieur, Theodor Lewald, fait finalement appel à l'architecte et typographe Peter Behrens. En guise de compromis, avec Anna Simons, il a créé « pas moins qu'une écriture nationale pangermanique », comme l'écrivait l'historien Peter Rück en 1993, sous la forme d'un « Capital- Unzial - Fraktur - Bastarda » :

« Mit einem zwischen schräggestellter Breitfeder und Flachpinsel lavierenden Duktus modifiziert sie die Grundformen der klassischen Unziale (E, U, T) durch Sporen der linken Schaftfüße in M, H, N und K und Brechung der rechten in M, U, H, N, Knickung des oberen Bogenprofils von E, M, S, C und Serifierung der Schaftansätze in U, H, K und L, indem sie die Rundungen streckt (D) und die Geraden rundet (V) und die Aufschrift in einen vitalistisch-flammenden Kontrapunkt zur geometrischen Architektur verwandelt. »

Deux canons capturés lors des guerres de libération contre la France entre 1813 et 1815 servent à la fabrication du texte avec 60 cm de hautes lettres fondues. La fonderie Loevy, une entreprise familiale juive, est responsable de l'exécution. Une exposition du Musée juif de Berlin intitulée « Le peuple allemand » a lieu du 21 mars au 15 juillet 2003 avec l'histoire de la fonderie Loevy. 
L'inscription est placée du 20 au 24 décembre 1916. Bernd Roeck écrit : « qu'il s'agissait d'un geste accordé par inadvertance et par hasard qui est resté non pertinent compte tenu de la guerre mondiale ». 
L'inscription, endommagée pendant la Seconde Guerre mondiale, est restaurée lors de la reconstruction et renouvelée lors de la rénovation du bâtiment entre 1994 et 1999.

## Interprétation et réception
Deux hommes politiques suisses, Tim Guldimann et Moritz Leuenberger, décrivent l'inscription dans les années 2010 : « comme l'expression d'une compréhension différente du peuple comme souverain en Allemagne par rapport à la Suisse, dans laquelle le peuple de l'État n'était pas traité comme un « objet datif ». mais ont agi eux-mêmes. »
En 2000, l'artiste du projet Hans Haacke a créé l'œuvre d'art La population dans l'atrium du Reichstag, qui est écrite dans les lettres du pignon, en confrontation et en différenciation avec l'inscription sur le pignon. Haacke a donné la raison que l'ancienne inscription du Reichstag était "historiquement chargée" et que près de dix pour cent des habitants de la République fédérale n'étaient pas des citoyens allemands. Les membres du Bundestag sont « moralement responsables » envers eux. La combinaison de mots «peuple allemand» implique une «unité tribale excluante mythique» et est «associée à une compréhension radicalement antidémocratique de la République». Ce "concept populaire suggérant une communauté de sang cause toujours des méfaits". 
Plus récemment, l'inscription a été utilisée à plusieurs reprises pour des campagnes politiques d'escalade. En avril 2007, des militants ont recouvert l'inscription sur le pignon d'une banderole au design similaire « A l'économie allemande » pour manifester contre le lobbying et le capitalisme. En septembre 2009, des militants de Greenpeace ont ajouté la bannière « Un avenir sans nucléaire » à l'inscription « Au peuple allemand ». En juillet 2020, ils ont répété l'action avec le slogan « un avenir sans charbon » pour protester contre la loi d'élimination du charbon qu'ils jugent insuffisante.